# Fuchsmühl

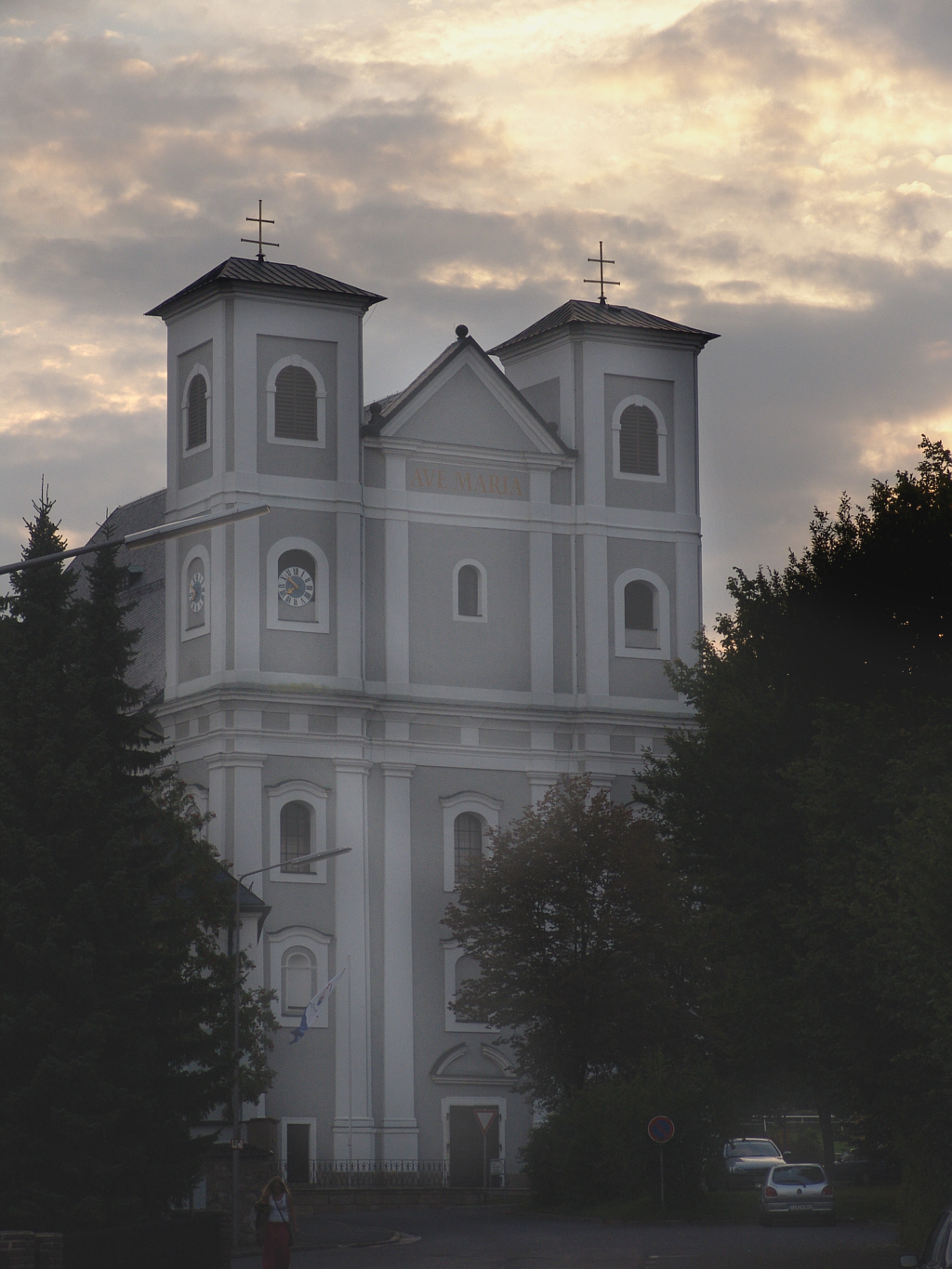
Kościół pw. Pomocy NMP (Maria Hilf)

Fuchsmühl – gmina targowa w Niemczech, w kraju związkowym Bawaria, w rejencji Górny Palatynat, w regionie Oberpfalz-Nord, w powiecie Tirschenreuth. Leży w Steinwaldzie, około 14 km na północny zachód od Tirschenreuth.

## Dzielnice
W skład gminy wchodzą następujące dzielnice: Fuchsmühl, Fürstenhof, Güttern, Herzogöd, Mitterharlohmühle, Plattenmühle, Unterharlohmühle, Ziegelhütte.